# نيل هالستيد
نيل هالستيد (بالإنجليزية: Neil Halstead)‏ هو عازف قيثارة ومغن مؤلف بريطاني، ولد في 7 أكتوبر 1970 في لوتن في المملكة المتحدة.

## وصلات خارجية
- نيل هالستيد على موقع IMDb (الإنجليزية)
- نيل هالستيد على موقع ميوزك برينز (الإنجليزية)
- نيل هالستيد على موقع أول ميوزيك (الإنجليزية)
- نيل هالستيد على موقع ديسكوغز (الإنجليزية)